# Râle des Fidji
Hypotaenidia poecilopterus
Espèce
Statut de conservation UICN

 EX  : Éteint
Le Râle des Fidji (Hypotaenidia poecilopterus), anciennement Râle à ailes barrées, est une espèce éteinte d'oiseaux de la famille des Rallidae.

## Taxonomie
D'après le Congrès ornithologique international, c'est une espèce monotypique (non divisée en sous-espèces).

## Répartition
Cet oiseau était endémique des Fidji (Viti Levu et Ovalau).